# Wild (chanson de Troye Sivan)
Pour les articles homonymes, voir Wild.
Singles de Troye Sivan
Papercut
(2015) Talk Me Down
(2015)
Wild (stylisé en WILD) est une chanson du chanteur australien Troye Sivan extraite de son quatrième album extended play Wild (2015) et de son premier album studio Blue Neighbourhood. La chanson est écrite par Sivan et Alex Hope. Lors de sa sortie, la chanson est accompagnée d'un clip vidéo réalisé par Tim Mattia. Le clip fait partie de la trilogie Blue Neighbourhood. Un remix featuring Alessia Cara sort le 23 juin 2016.

## Classements
| Classements (2015)              | Meilleures position |
| ------------------------------- | ------------------- |
| Australie (ARIA)                | 16                  |
| Tchéquie (IFPI Singles Digitál) | 49                  |
| Irlande (IRMA)                  | 62                  |
| Nouvelle-Zélande (RMNZ)         | 29                  |
| Espagne (PROMUSICAE)            | 50                  |
| Royaume-Uni (UK Singles Chart)  | 62                  |

## Certifications
| Région                                                                                                 | Certification | Ventes/Streams |
| --- | ------------- | -------------- |
| Australie (ARIA)                                                                                       | Or            | 35 000^        |
| *Ventes selon la certification ^Mise en rayon selon la certification xNon précisé par la certification |               |                |

## Version de Troye Sivan et Alessia Cara
Singles par Troye Sivan
Talk Me Down (en)
(2016) Heaven (en)
(2016)
Singles par Alessia Cara
Wild Things
(2016) Scars to Your Beautiful
(2016)
Une nouvelle version de Wild sort le 23 juin 2016. Troye Sivan l'interprète avec Alessia Cara qui chante le deuxième couplet de la chanson.

### Clip vidéo
Le clip vidéo de cette version sort le 22 juillet 2016. Il est réalisé par Malia James.

### Classements hebdomadaires
| Classements (2015)                             | Meilleures position |
| ---------------------------------------------- | ------------------- |
| Belgique (Flandre Ultratip Bubbling Under 100) | 12                  |
| Belgique (Wallonie Ultratip Bubbling Under 50) | 38                  |
| Canada (Hot 100)                               | 72                  |
| Canada (Digital Songs)                         | 45                  |
| États-Unis (Bubbling Under Hot 100)            | 4                   |
| États-Unis (Pop Airplay)                       | 30                  |